# Talaia de Cúllar
La Talaia de Cúllar és una torre de guaita d'època nassarita, situada en el municipi de Cúllar (Granada, Espanya), sobre un turó que controla visualment els passos de Cúllar cap a la comarca Los Vélez i cap a Huéscar. En la declaració com a Bé d'interès cultural, de 25 de juny de 1985, apareix denominada com Torre de Maciacerrea però es coneix col·loquialment com 'La Torrecica'.

## Descripció
Es tracta d'una torre cilíndrica, amb obra de maçoneria, en mal estat de conservació, amb la cara nord totalment destruïda, aconseguint actualment la seva major altura (3,93 m) al costat est. Els blocs calcaris són de gran grandària en la seva base, i menors en la resta de l'alçat, amb farciment de pedres i restes de ceràmica, unides amb argamassa.

## Datació
Es considera que formava part de les defenses de la Hoya de Baza i que estava vinculada a la Torre de Cúllar, que és visible des d'ella. En conseqüència s'ha datat en època nassarita.